# Catocala nuptula
Catocala nuptula är en fjärilsart som beskrevs av Walker 1857. Catocala nuptula ingår i släktet Catocala och familjen nattflyn. Inga underarter finns listade i Catalogue of Life.